# Ephedra rhytidosperma
Ephedra rhytidosperma es una especie de arbusto nativo de las provincias Chinas de Guizhou, Sichuan, Xizang, y Yunnan. Crece en áreas montañosas a una altitud de 2300-4200 m.

## Descripción
Son arbustos o subarbustos que alcanzan un tamaño de 1,5 m (generalmente más pequeños); tallos erectos, ocasionalmente procumbentes o enterrados en el suelo, corpulentos; ramillas herbáceas ascendentes, entrenudos verde a verde parduzco, gruesas, 2-4 cm × 1.5 a 2.5 mm, profundamente surcados. Hojas opuestas, raramente en verticilos de 3, connados de 1/2-3/4 de su longitud. Conos de polen en grupos en los nodos, sésiles o poco pedunculadas; brácteas en 4 o 5 (o 6) pares, connadas en la base; columna staminal no o ligeramente exertos, con 5-8 anhers sésiles. Conos de semillas solitarios o con más frecuencia frente a los nodos, sésiles o pedunculados, ovoides a subglobsos en la madurez, 8-11 × 6-10 mm; brácteas en (2 o) 3 pares, rojo y carnoso en la madurez; tubo de tegumento de menos de 1 mm, recta. Semillas 1 o 2, 4,5-8 × 2-4 mm, se alargan-ovoides, dorsalmente finamente estriadas. Polinización de mayo-junio, madurez de la semilla julio-sep. Tiene un número de cromosomas de 2 n = 28 *.

## Toxicidad
Las partes aéreas de algunas especies del género Ephedra pueden contener alcaloides, tales como la efedrina y la pseudoefedrina, cuya ingestión puede suponer un riesgo para la salud.
El consumo de efedra puede provocar convulsiones, accidente cerebrovascular, ataque al corazón y la muerte. Los riesgos de efectos adversos aumentan con la dosis, si se utiliza coincidiendo con actividades físicas intensas o en combinación con otros estimulantes, incluida la cafeína. Puede causar interacciones con otros fármacos. Está contraindicada en menores de 18 años, mujeres embarazadas y durante la lactancia.
Las evidencias de los riesgos potenciales del consumo de efedra han ido en aumento durante años. Un caso famoso, que sensibilizó a la opinión pública, fue el del jugador profesional de béisbol Steve Bechler, de 23 años, que en 2003 falleció durante un entrenamiento, horas después de haber ingerido un suplemento que contenía altas dosis de efedra. El informe toxicológico concluyó que la efedra "jugó un papel significativo" en su muerte.
En 2004, la Agencia de Drogas y Alimentos de Estados Unidos (FDA o USFDA, por sus siglas en inglés), prohibió la venta de suplementos dietéticos que contengan alcaloides de la efedra. Otros países se han sumado a esta prohibición, tales como los Países Bajos y Argentina.

## Usos
El extracto de efedra se utiliza en la medicina alternativa para tratar el asma y otras enfermedades respiratorias. En los Estados Unidos se vendió como adelgazante y para mejorar el rendimiento deportivo. Datos estadístico de 1999 señalaban que la efedra era usada por unos 12 millones de personas.
Un reciente metaanálisis de ensayos controlados concluyó que los efectos sobre la pérdida peso a corto plazo son modestos, y desconocidos a largo plazo. Por otro lado, no se pudo precisar la influencia sobre el rendimiento atlético, debido a la insuficiencia de evidencias.
Debido a sus efectos adversos, no es aconsejable utilizar la planta de efedra de forma casera.

## Taxonomía
El género fue descrito por M.G. Pachomova y publicado en Bot. Mater. Gerb. Inst. Bot. Akad. Nauk Uzbeksk. S.S.R. 18: 51 (1967)
Ephedra: nombre genérico que proviene del griego antiguo: éphedra = "asentada sobre" // según Dioscórides, sinónimo de híppuris = equiseto // en Plinio el Viejo, una planta trepadora afila.
Sinonimia
- Ephedra lepidosperma C.Y.Cheng[9][10]